# مگس اهل صیدون
مِگِس صیدونی (یونانی: Μέγης; سده یکم پیش از میلاد) جراح یونانی مکتب اصولی از مردم فنیقیه بود که در اواخر سدهٔ اول ق م در روم برآمد. قطعات زیادی از آثارش به وسیلهٔ کلسوس، اسکریبونیوس، پلینی، جالینوس و اوریباسیوس نقل شده، که مهم‌ترین آنها مربوط است به زخم ناسور (ازجمله در مقعد).